# Bernardo Dovizi
Bernardo Dovizi (Bibbiena, 2 de agosto de 1470 - Roma, 9 de novembro de 1520) foi um cardeal do século XVI.

## Primeiros anos
Nasceu em Bibbiena em 2 de agosto de 1470, arquidiocese de Florença. De uma família obscura. Seu sobrenome também está listado como Divizj. Ele foi chamado de "il Bibbiena". Ele também está listado como Bernardo Tarlato.

## Juventude
Na juventude, entrou ao serviço do cardeal Giovanni de' Medici, viajou com ele pela Europa e estabeleceu-se nas cortes de Urbino e Roma. Participou das guerras contra Urbino como legado do exército papal. O Papa Leão X, logo após a elevação ao pontificado, nomeou-o protonotário apostólico e tesoureiro geral.

## Cardinalato
Criado cardeal diácono no consistório de 23 de setembro de 1513; recebeu o barrete vermelho e a diaconia de S. Maria no Pórtico Octaviae , 29 de setembro de 1513. Participou da nona à décima segunda sessões do Quinto Concílio de Latrão. Prior comendador de S. Maria Maddalena di Crema, diocese de Piacenza, 12 de setembro de 1514. Administrador da sé de Pozzuoli, 1514 (3) . Prefeito da Fábrica da Basílica Patriarcal do Vaticano, 1515. Como colaborador próximo e de confiança do pontífice, era responsável por toda a correspondência papal; o papa costumava chamá-lo, brincando, de "alter papa". Legado na França, 1515 a 1518. Abade commendatario de Aulps desde 1516. Legado a latere e presidente do exército papal contra a invasão dos Estados da Igreja por Francesco Maria Della Rovere; e pela paz entre os príncipes cristãos, 1º de abril de 1517. Legado na Úmbria. Administrador da Sé de Coria, 4 de novembro de 1517. Administrador da Sé de Coutances, 9 de setembro de 1519 até sua morte. Nomeado legado na França novamente em 9 de janeiro de 1520; a sua missão era assegurar a participação francesa na expedição contra os turcos; morreu em Roma logo após retornar de sua legação. Ele era amigo e protetor de Raffaello Sanzio. Escreveu a Calandria , comédia que o tornou famoso em toda a Europa
Morreu em Roma em 9 de novembro de 1520, sob suspeita de ter sido envenenado. Sepultado na igreja de S. Maria in Aracoeli, Roma. A oração fúnebre foi proferida por Latinus Iuvenalis, cônego da basílica patriarcal do Vaticano.